# Āqā Jakandī
Āqā Jakandī (persiska: آغاج كَندی, آقا جكندی, آقاج كَندی, آقاج اَكَنی, Āghāj Kandī) är en ort i Iran.   Den ligger i provinsen Markazi, i den centrala delen av landet, 300 km sydväst om huvudstaden Teheran. Āqā Jakandī ligger 1 823 meter över havet och antalet invånare är 188.
Terrängen runt Āqā Jakandī är kuperad.Runt Āqā Jakandī är det ganska tätbefolkat, med 166 invånare per kvadratkilometer. Närmaste större samhälle är Aznā, 17,8 km sydväst om Āqā Jakandī. Trakten runt Āqā Jakandī består i huvudsak av gräsmarker.